# Baytona
Baytona is een gemeente (town) in de Canadese provincie Newfoundland en Labrador die gelegen is in het noorden van het eiland Newfoundland.

## Toponymie
De plaats stond oorspronkelijk bekend als Birchy Bay North, vanwege haar ligging aan de noordwestelijke oever van de baai Birchy Bay. In 1958 besloten de inwoners hun naam te veranderen naar Gayside, waarbij het Engelse woord gay toen "gelukkig" betekende. Toen de betekenis van dat woord verschoof richting homoseksualiteit, besloten de inwoners de naam van het dorp in 1985 voor een tweede maal te veranderen, ditmaal naar Baytona.

## Geschiedenis
In 1975 werd het dorp een gemeente met de status van local government community (LGC). In 1980 werden LGC's op basis van The Municipalities Act als bestuursvorm afgeschaft. De gemeente werd daarop automatisch een community om een aantal jaren later uiteindelijk een town te worden.

## Geografie
De gemeente ligt op een schiereiland aan de Kittiwake Coast van Noord-Newfoundland. Het schiereiland wordt in het westen door Loon Bay en in het oosten door Birchy Bay begrensd, beide zijbaaien van de grote Bay of Exploits. De dorpskern bevindt zich in het oosten en is gelegen aan Birchy Bay. De zuidgrens van Baytona wordt gevormd door provinciale route 340.

## Demografie
Demografisch gezien is Baytona, net zoals de meeste kleine dorpen op Newfoundland, aan het krimpen. Tussen 1991 en 2021 daalde de bevolkingsomvang van 366 naar 251. Dat komt neer op een daling van 31,4% in dertig jaar tijd.
| Jaar | Aantal inwoners | Verschil |
| ---- | --------------- | -------- |
| 1991 | 366             | –        |
| 1996 | 363             | -0,8%    |
| 2001 | 325             | -10,5%   |
| 2006 | 276             | -15,1%   |
| 2011 | 264             | -4,3%    |
| 2016 | 262             | -0,8%    |
| 2021 | 251             | -4,2%    |